# Tan Ting-pho
Tan Ting-pho (陳澄波), né le 2 février 1895 dans le district de Kagi et mort le 25 mars 1947 à Chiayi, est un peintre taïwanais.

## Biographie
En 1926, son tableau, Rue de Chiayi, a été exposé lors de la septième exposition d'art de l'empire du Japon. C'était la première fois qu'un tableau originaire de Taïwan était exposé lors de l'un de ces événements.
Il a été arrêté et fusillé lors de l'incident 228.
En 2006, la peinture à l'huile Tamsui a été achetée pour 4,5 millions de dollars, établissant ainsi un record mondial pour une peinture à l'huile réalisée par un artiste d'origine taiwanaise.

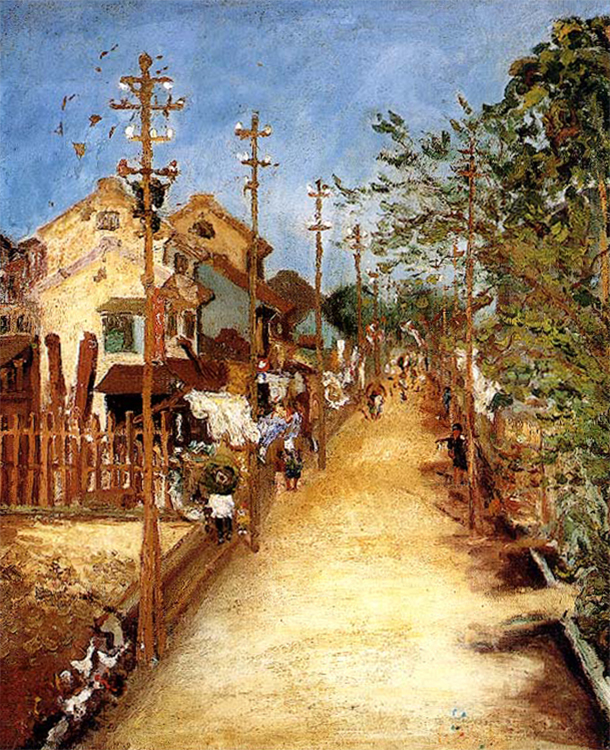
Rue de Chiayi (1926).
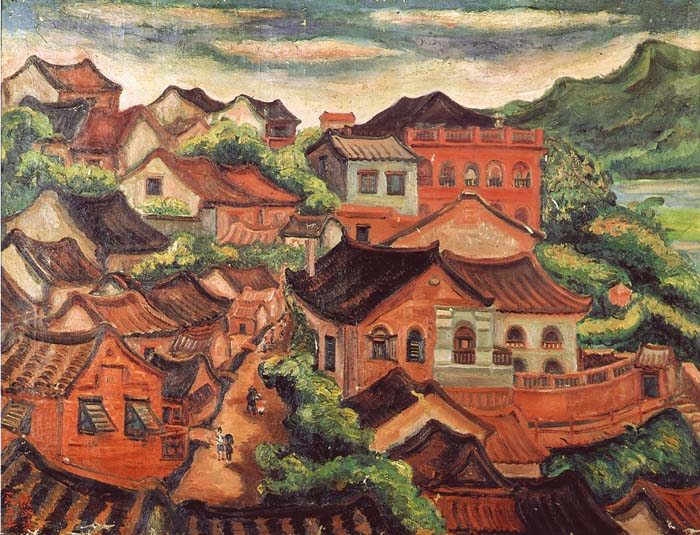
Tamsui (1935).